# Àcid tetradecanoic
L'àcid tetradecanoic (anomenat també de forma no sistemàtica àcid mirístic) és un àcid carboxílic de cadena lineal amb catorze àtoms de carboni i fórmula molecular {\displaystyle {\ce {C14H28O2}}}. En bioquímica se'l considera un àcid gras i se simbolitza per C14:0.
A temperatura ambient és un sòlid cristal·lí de color blanc que fon a 53,9 °C. A 100 mm de Hg bull a 250 °C. La seva densitat entre 4 °C i 54 °C és 0,8622 g/cm³ i el seu índex de refracció a 70 °C val 1,4273. És insoluble en aigua, però soluble en etanol, metanol, dietilèter, èter de petroli, benzè i cloroform. Com a àcid té un pKa = 4,90.

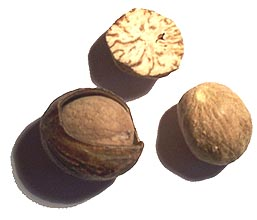
Nou moscada

Fou aïllat el 1841 pel químic britànic Lyon Playfair (1818-1898) quan treballava amb el químic alemany Justus von Liebig (1803–1873) a Giessen, de mantega de la nou moscada Myristica fragrans, d'on procedeix el seu nom àcid mirístic. Fins al 70-80 % predomina en les greixos de les Myristicaceae; en greixos de llavors de palma pot comprendre el 20 % dels àcids grassos totals; en greixos de llet entre 8 i 12 % dels àcids totals. També hom el troba en la majoria de greixos animals i vegetals; se'l ha trobat en quantitats considerables (fins a un 15 %) en l'oli de balena. El contingut d'àcid tetradecanoic en el greix de la llet oscil·la entre el 15,56 i el 22,62 % dels àcids totals, amb un contingut d'àcid tetradecanoic mitjà del 19,78 % dels àcids totals. S'ha identificat com un component volàtil de la pell i la polpa de nectarina i en l'oleoresina de pebre vermell a <0,1 mg/kg.
L'àcid tetradecanoic s'empra com a ingredient en sabons i cremes d'afaitar, en lubricants, en recobriments d'alumini anoditzat, en cosmètica, en la síntesi d'èsters per a sabons i perfums, i com a component d'additius alimentaris.